# 4,5-Дицианимидазол
4,5-Дицианимидазол — органическое вещество, производное имидазола. Находит применение как активатор в автоматическом синтезе олигонуклеотидов, а также в синтезе нуклеозидных амидофосфитов.

## Получение
4,5-Дицианимидазол коммерчески доступен. Дополнительная очистка включает в себя обесцвечивание активированным углём и кристаллизацию из горячей воды.

## Применение

### Твердофазный синтез олигонуклеотидов
Ключевой стадией в автоматическом синтезе олигонуклеотидов является элонгация цепи. Для этого амидофосфитный реагент активируют слабой кислотой, благодаря чему он фосфитилирует 5'-гидроксильную группу растущей цепи на твёрдой подложке. Роль активатора может выполнять в том числе 4,5-дицианимидазол. Считается, что при этом он замещает диизопропиламинную группу в амидосфосфите, и полученное промежуточное соединение быстро реагирует с гидроксильной группой растущей цепи, давая фосфотриэфир. Синтетический цикл затем заканчивается блокировкой непрореагировавших гидроксильных групп и окислением фосфотриэфира в фосфат.
Классическим активатором на данной стадии синтеза является раствор 1H-тетразола в ацетонитриле, однако было показано, что растворы очень чистого 4,5-дицианимидазола имеют определённые преимущества. Ключевым отличием является то, что 4,5-дицианимидазол проявляет менее кислотные свойства (pKa = 5,2 против 4,8 у тетразола), что позволяет снизить случайные потери диметокситритильных групп в процессе конденсации и избежать образования побочных продуктов. Кроме того, показано, что скорость активации амидофосфитных реагентов 4,5-дицианимидазолом в два раза выше, чем тетразолом. Эти два факта особенно важны в случае использования 2'-модифицированных нуклеозидов, которые являются более затруднёнными, а поэтому требует увеличенного времени конденсации. Соответственно, нежелательно, чтобы такие реагенты длительное время находились в присутствии кислотного реагента: это приводит к образованию удлинённых продуктов синтеза (N+1, N+2...).
Также 4,5-дицианимидазол имеет более высокую растворимость в ацетонитриле (до 1,1 М против 0,5 М для тетразола). Наконец, 4,5-дицианимидазол считается более безопасным, чем тетразол, внесённый в списки взрывчатых веществ.

### Синтез нуклеозидных амидофосфитов
Синтез самих нуклеозидных амидофосфитов также включает в себя реакцию между спиртовой группой и амидофосфитной функцией N,N,N',N'-тетраизопропил-О-(2-цианэтил)диамидофосфита. Соответственно, в данном случае 4,5-дицианимидазол также может служить активатором фосфитилирующего реагента.